# Хвойницкий, Владимир Анатольевич
Влади́мир Анато́льевич Хвойни́цкий (13 марта 1928 года, Ленинград — 30 сентября 1998, Рига) — советский эстрадный композитор.

## Биография
Владимир Хвойницкий родился в городе Ленинграде (ныне Санкт-Петербург) в семье, где все любили музыку, хотя и не были профессиональными музыкантами. На разных инструментах играли его отец, мать и старший брат.
Их увлеченность музыкой унаследовал и маленький Володя.
В возрасте семи лет он был принят в музыкальную школу по классу скрипки при Ленинградской государственной консерватории. Тогда же Володя начал осваивать игру на фортепиано, ставшее впоследствии его любимым инструментом.
Когда семья переехала в Воронеж, Владимир продолжил образование в музыкальной школе при музучилище. Этот город был всегда особенно дорог композитору — ведь здесь прошли его детство и юность, отсюда он ушёл добровольцем на войну.
В 1950 году В. Хвойницкий поступил в Воронежское музыкальное училище по классу хорового дирижирования, одновременно занимаясь в студии композиции, возглавляемой Юрием Васильевичем Воронцовым — композитором и художественным руководителем Воронежского русского народного хора.
Именно Воронцова Владимир Хвойницкий всю жизнь считал своим главным учителем.
Тогда же в жизни Владимира произошло знаменательное событие — ему посчастливилось познакомиться, а затем неоднократно встречаться с Исааком Осиповичем Дунаевским.
Прослушав первые сочинения молодого автора, мэтр советской песни посоветовал ему заниматься композицией серьёзно. По рекомендации Дунаевского и по направлению Государственной экзаменационной комиссии Владимир Хвойницкий после окончания с отличием Воронежского музыкального училища в 1955 году был принят в Ленинградскую государственную консерваторию им. Римского-Корсакова.
Внезапная смерть отца не позволила Владимиру завершить музыкальное образование в Ленинграде. Он переехал к семье в Ригу, где возглавил эстрадный оркестр, а позже стал руководителем хорового коллектива и педагогом по классу аккордеона в Центральном клубе работников связи и автотранспорта.
В те годы состоялась встреча композитора Хвойницкого с поэтом и публицистом Григорием Бейлиным. В творческом содружестве с ним были написаны замечательные песни: «Голая ветка», «Обещания», «Самоцветы», «У любви всегда весна» и многие другие. Именно поэт Бейлин стал соавтором одной из самых популярных песен Владимира Хвойницкого «Помоги мне, Буратино». Большое количество песен, написанных композитором в то время, созданы в творческом соавторстве с прекрасным латвийским музыкантом и аранжировщиком - Улдисом Лапсиньшем.
За годы более чем полувековой творческой деятельности В. Хвойницким было написано свыше 600 песен и инструментальных произведений, а также музыки для театра. Многие из них вошли в «Золотой фонд Центрального радио России».
Его песни пели звезды российской и зарубежной эстрады:
Клавдия Шульженко, Эмиль Горовец, Иосиф Кобзон, Ольга Воронец, Муслим Магомаев, Джордже Марьянович, Владимир Трошин, Лев Лещенко, Валерий Ободзинский, Лариса Мондрус, Галина Ненашева, Клара Кадинская, Екатерина Шаврина, Аида Ведищева, Геннадий Белов, Вадим Мулерман, Александр Ворошило, Эльмира Жерздева, Дмитрий Ромашков, Раиса Неменова, Владислав Лынковский и др.
В разные годы жизни композитора В. Хвойницкого его поэтами-соавторами были:
Олег Милявский, Юрий Гарин, Илья Резник, Михаил Матусовский, Булат Окуджава, Расул Гамзатов, Михаил Пляцковский, Михаил Исаковский, Онегин Гаджикасимов, Диомид Костюрин, Анатолий Поперечный, Сергей Островой, Леонид Коваль, Григорий Бейлин, Виталий Татаринов, Зиновий Ямпольский, Владимир Ковалерчик, Валентина Макаровская, Вадим Семернин, Вениамин Бутенко, Валентин Уралов, Геннадий Георгиев, Валерий Овчаров, Николай Шулико, Лев Малинский и др.
Песни В. Хвойницкого звучали в сопровождении разных эстрадных оркестров — Олега Лундстрема, Раймонда Паулса, Эдди Рознера, Бориса Карамышева, Юрия Силантьева, Александра Михайлова и других, а также в сопровождении инструментального ансамбля под управлением Николая Капустина и национального академического оркестра народных инструментов России имени Николая Осипова.
В 1972 году Владимир Хвойницкий с группой солистов Латвийской государственной филармонии побывал в экспедиции у рыбаков Атлантики в Северном море. В течение двух месяцев они давали концерты на плавбазе рефрижераторного флота «Алексей Поздняков».
Владимир Хвойницкий с песней «Ровесники» стал лауреатом первого фестиваля комсомольско-молодёжной песни в Латвии.
Многие произведения композитора стали лауреатами конкурсов военно-патриотической песни и конкурсов песен о милиции.
На протяжении многих лет Владимир Хвойницкий являлся музыкальным руководителем Народного театра миниатюр Рижского вагоностроительного завода, для которого написал музыку к семи спектаклям: «Пусть звенят серенады», «Здравствуй, счастье», «Озорные сказки», «Предъявите ваши сердца», «Верните улыбку» и др.
Композитор много работал также с другими театрами Латвии и России. Для Воронежского драматического театра им. Кольцова им написана музыка к спектаклю «Сказки старого Арбата»; для Воронежского театра юного зрителя — к спектаклю «Робин Гуд»; для Рижского театра русской драмы — «Хотя и осень» и «Грешная деревня».
Инструментальные произведения Владимира Хвойницкого исполнялись оркестром электромузыкальных инструментов Всесоюзного радио и телевидения под управлением Вячеслава Мещерина, Рижским эстрадным оркестром, оркестром «Голубой экран» и многими другими эстрадными коллективами.
В издательстве «Советский композитор» вышло два авторских сборника песен композитора Владимира Хвойницкого.
Во Всесоюзной фирме грамзаписи «Мелодия» было выпущено две авторских пластинки композитора, кроме того, ведущие эстрадные исполнители включали песни композитора в свои пластинки.
Песни В. Хвойницкого звучали в телепередачах «Голубой огонек», «Музыкальный киоск», «Служу Советскому Союзу»,
а на радио — в эфире радиостанций «Юность» и «Маяк», а также в передачах «С добрым утром», «День рождения», «В рабочий полдень».
Помимо композиторской деятельности В. Хвойницкий в течение длительного времени занимался педагогической работой. Многие из его учеников стали известными профессиональными музыкантами в Латвии, России и на Западе.
В последние годы жизни Владимир Хвойницкий тесно сотрудничал с Ассоциацией деятелей Русской культуры Латвии. Он был одним из основателей театра русского романса «Белая Хризантема», специально для которого композитором был написан целый ряд романсов и дуэтов.
В соавторстве с поэтом Леонидом Ковалем композитор Владимир Хвойницкий создал эпическое произведение — реквием «Колокола Холокоста», рассказывающий о катастрофе европейского еврейства. Реквием имел огромный международный резонанс.
Уже после смерти Владимира Хвойницкого, его сыном Анатолием в 2005 году был создан Фонд его памяти, перед которым стояла задача сохранения и возрождения творческого наследия Владимира Хвойницкого, а также поэтов и исполнителей, сотрудничавших с ним при жизни. Тогда же и начат выпуск дисков золотой коллекции произведений Владимира Хвойницкого.
Музыкальную династию продолжила его внучка Карина Хвойницкая, известная под творческим псевдонимом Nola.

### Популярные песни на музыку В. Хвойницкого
- «Мужская верность» (сл. Олега Милявского) — исп. Муслим Магомаевмуз. Владимира Хвойницкогосл. Олега Милявского
- «Помоги мне, Буратино» (сл. Григория Бейлина) — исп. Раиса Неменовамуз. Владимира Хвойницкого сл. Григория Бейлина
- «Самое главное» (сл. Григория Бейлина) — исп. Лариса Мондрусмуз. Владимира Хвойницкого сл. Григория Бейлина
- «Солнышко моё» (сл. Григория Бейлина) — исп. Алла Савенкомуз. Владимира Хвойницкого сл. Григория Бейлина
- «Арифметика» (сл. Наума Олева) — исп. Аида Ведищевамуз. Владимира Хвойницкого сл. Наума Олева
- «Девчонка пела перед боем» (сл. Бориса Блинкова, Олега Журова) — исп. Ольга Воронецмуз. Владимира Хвойницкого сл. Бориса Блинкова и Олега Журова
- «Улетают птицы» (сл. Юрия Гарина) — исп. Алла Иошпе и Стахан Рахимов
- «Друзья нам юность нашу возвращают» (сл. Инги Гриневич) — исп. Эммануил Виторган
- «Первый поцелуй» (сл. Валентина Уралова) — исп. Ирина Фортез
- «Когда друзья встречаются» (сл. Олега Милявского) — исп. Александр Кузнецов
- «Птицы улетают» (сл. Юрия Гарина) — исп. Ирина Фортез
- «Город милосердия» (сл. Льва Малинского) — исп. Александр Ворошило
- «Гитара» (сл. Григория Бейлина) — исп. Эмиль Горовец
- «Лебеди» (сл. Григория Бейлина) — исп. Ольга Воронец
- «Говори — говори» (сл. Вениамина Бутенко) — исп. Екатерина Шаврина
- «Первый поцелуй» (сл. Валентина Уралова) — исп. Ольга Пирагс
- «Песня о Маяке» (сл. Григория Бейлина) — исп. Игорь Сластенко
- «Песня — чайка» (сл. Онегина Гаджикасимова) — исп. Валерий Ободзинский
- «Когда трещит мороз» [1](сл. Григория Бейлина) — исп. Алла Савенко
- «Письма без марок» (сл. Григория Бейлина) — исп. Иосиф Кобзон
- «А песня осталась» (сл. Ильи Героля) — исп. Лев Лещенко
- «Неразлучные» (сл. Григория Бейлина) — исп. Владислав Лынковский
- «Летка-енка» («Весёлый поезд») (сл. Григория Бейлина) — исп. Лариса Мондрус
- «Лети, Жар-птица» (сл. Григория Бейлина) — исп. Вадим Мулерман
- «Камчатка» (сл. Юрия Гарина) — исполняли Дмитрий Ромашков, Александр Кальянов и Игорь Привалов
- «Эта печаль не твоя» (сл. Григория Бейлина) — исп. Раиса Неменова
- «Россия — это ты и я» (сл. Виталия Татаринова) — исп. Галина Ненашева
- «Обида» (сл. Онегин Гаджикасимов) — исп. Валерий Ободзинский
- «Такая девушка, как ты» (сл. Григория Бейлина) — исп. Дмитрий Ромашков
- «Рыбацкие письма» (сл. Вениамина Бутенко, Геннадия Георгиева) — исп. Владимир Трошин
- «Найди меня» (сл. Григория Бейлина) — исп. Аида Ведищева
- «Jura — море» (сл. Владимира Лазарева) — исп. Карина Хвойницкая
- «Золотая свадьба» (сл. Юрия Гарина) — исп. Ольга Воронец, квартет «Аккорд»
- «Самоцветы» (сл. Григория Бейлина) — исп. Эмиль Горовец
- «Новогодний вальс» (сл. Григория Бейлина) — исп. Эльмира Жерздева
- «Секрет» (сл. Онегина Гаджикасимова) — исп. Надежда Заболотная
- «Выпускной вальс» (сл. Григория Бейлина) — исп. Клара Кадинская
- «Приходит осень» (сл. Валентина Уралова) — исп. Лев Огнев
- «Маленький российский городок» (сл. Юрия Гарина) — исп. Геннадий Белов
- «Голубой Огонь» (сл. Олега Милявского) — исп. Лев Барашков
- «Бессонной ночью» (сл. Григория Бейлина) — исп. Раиса Неменова
- «Да иль нет…» (сл. Григория Бейлина) — исп. Раиса Неменова

## Дискография

### Авторские грампластинки
- Песни Владимира Хвойницкого] (1970) ГД 0001833-0001834
- Поющие юнги], Лев Лещенко, Екатерина Шаврина, Галина Ненашева поют песни Владимира Хвойницкого (1979) С62 11183-11184

### Песни на других грампластинках
- Лирические песни (1966) Д 00018584
- Поёт Аида Ведищева (1969) Д 26626
- Без названия (1969) ГД 0001589
- Поёт Валерий Ободзинский (1969) ГД 0001613
- Песенная мозаика. Вторая серия (1970) Д 27417
- Аида Ведищева (1970) Д 00028653-4
- Раиса Неменова (1971) Д 00031245
- Поёт Екатерина Шаврина (1976) Г62 05433
- Песни советских композиторов (1978) С60 11039